# Ángela Sureda
Ángela Gerónima Sureda de Santo (Río Gallegos, 7 de julio de 1921-5 de febrero de 2021) fue una docente, abogada y política argentina, perteneciente a la Unión Cívica Radical, que ejerció como diputada de la Provincia de Santa Cruz, diputada nacional por el mismo distrito, e Intendenta de facto de Río Gallegos durante el último período de la dictadura militar autodenominada Proceso de Reorganización Nacional, ejerciéndolo desde abril de 1981 hasta la restauración democrática de 1983. Fue la primera mujer santacruceña en obtener un título de abogada.

## Ámbito político
En 1987 fue candidata radical a gobernadora de Santa Cruz, la primera candidata gubernativa mujer por un partido mayoritario, resultando estrechamente derrotada por el justicialista Ricardo Jaime del Val, por un margen de 754 votos exactos. Volvió a ser candidata nuevamente en 1991, esta vez en un sublema debido al sistema de doble voto simultáneo, con Juan Ignacio Melgarejo como competidor interno, siendo nuevamente derrotada por Néstor Kirchner aunque logrando la gran mayoría del voto dentro del lema radical (74.42%). Fue elegida en 1989 como diputada nacional con el 38.52% de los votos, la primera mujer en representar a Santa Cruz en el Congreso, ejerciendo el cargo hasta 1993.